# Montville, Seine-Maritime
Montville là một xã thuộc tỉnh Seine-Maritime trong vùng Normandie miền bắc nước Pháp.

## Huy hiệu
| Arms of Montville | The arms of Montville are blazoned: Per fess wavy azure and gules, a barrulet wavy between (in chief) in fess, a toothed wheel between 2 weavers shuttles palewise, and (in base) a plough argent. |

## Dân số
| 1962                                 | 1968 | 1975 | 1982 | 1990 | 1999 | 2006 |
| ------------------------------------ | ---- | ---- | ---- | ---- | ---- | ---- |
| 4057                                 | 4139 | 4111 | 4365 | 4252 | 4644 | 4539 |
| Từ năm 1962: Dân số không tính trùng |      |      |      |      |      |      |

## Thành phố kết nghĩa
Haiger (Hesse, Đức)